# Villers-Farlay
Villers-Farlay település Franciaországban, Jura megyében. Lakosainak száma 649 fő (2022. január 1.). Villers-Farlay Chissey-sur-Loue, Arc-et-Senans, Cramans, Écleux, Mouchard és Villeneuve-d’Aval községekkel határos.

## Népesség
A település népessége az elmúlt években az alábbi módon változott:
| Lakosok száma | 419  | 386  | 402  | 484  | 669  | 672  | 666  | 678  | 676  | 649  |
|               | 1968 | 1982 | 1990 | 2006 | 2013 | 2015 | 2017 | 2019 | 2020 | 2022 |